# Littoraria
Littoraria  é um gênero de moluscos gastrópodes marinhos, litorâneos e herbívoros, pertencente à família Littorinidae (no século XX colocados no gênero Littorina) e descrito, em 1833, por John Edward Gray, na obra de Griffith, E. & Pidgeon, E. (1833-1834). The Mollusca and Radiata. Vol. 12; sendo sua primeira espécie, Littoraria scabra, do Indo-Pacífico; classificada por Carolus Linnaeus, como Helix scabra, em 1758, na sua obra Systema Naturae. Sua distribuição geográfica abrange as costas e oceanos das regiões de clima tropical da Terra, em águas rasas de litorais rochosos e estuarinos; com algumas das espécies ocorrendo na zona entremarés dos costões e com a maioria encontrada em associação com manguezais, gastando toda sua vida adulta em caules, raízes e folhas das árvores desses ecossistemas; mas também em madeiras e sapais.

## Espécies deLittoraria
De acordo com o World Register of Marine Species.
Littoraria aberrans (Philippi, 1846)
Littoraria albicans (Metcalfe, 1852)
Littoraria angulifera (Lamarck, 1822)
Littoraria ardouinianɑ (Heude, 1885)
Littoraria articulata (Philippi, 1846)
Littoraria bengalensis D. Reid, 2001
Littoraria carinifera (Menke, 1830)
Littoraria cingulata (Philippi, 1846)
Littoraria cingulifera (Dunker, 1845)
Littoraria coccinea (Gmelin, 1791)
Littoraria conica (Philippi, 1846)
Littoraria delicatula (Nevill, 1885)
Littoraria fasciata (Gray, 1839)
Littoraria filosa (G. B. Sowerby I, 1832)
Littoraria flammea (Philippi, 1847)
Littoraria flava (P. P. King, 1832)
Littoraria ianthostoma Stuckey & D. Reid, 2002
Littoraria intermedia (Philippi, 1846)
Littoraria irrorata (Say, 1822)
Littoraria lutea (Philippi, 1847)
Littoraria luteola (Quoy & Gaimard, 1833)
Littoraria mauritiana (Lamarck, 1822)
Littoraria melanostoma (Gray, 1839)
Littoraria nebulosa (Lamarck, 1822)
Littoraria pallescens (Philippi, 1846)
Littoraria philippiana (Reeve, 1857)
Littoraria pintado (Wood, 1828)
Littoraria rosewateri D. Reid, 1996
Littoraria scabra (Linnaeus, 1758)
Littoraria sinensis (Philippi, 1847)
Littoraria strigata (Philippi, 1846)
Littoraria subvittata D. Reid, 1986
Littoraria sulculosa (Philippi, 1846)
Littoraria tessellata (Philippi, 1847)
Littoraria undulata (Gray, 1839)
Littoraria varia (Sowerby, 1832)
Littoraria variegata (Souleyet, 1852)
Littoraria vespacea D. Reid, 1986
Littoraria zebra (Donovan, 1825)